# Ранохришћанска црква (Никодим)
Остаци овог ранохришћанског објекта се налазе на Косову и Метохији у селу Никодим, предграђу Урошевца.
Шездесетих година XX. века евидентирани су први површински трагови комплекса за који се предпостављало да је римска вила. Након каснијих археолошких ископавања на локалитету је пронађен ретки артефакт, а ради се о поклопцу саркофага или ковчег за сахрањивање који је у целости израђен од мермеризованог кречњака у форми крова куће, где у аксима доминирају декори са антропоморфним мотивима (људске фигуре), а фронтално доминирају флореални мотиви. Овај поклопац саркофага припада римском периоду, крајем III и почетком IV века.
На локалитету су пронађени трагови цркве са не тако великим димензијама из ранохришћанског периода IV-VII век са зидовима који су били украшени декоративним мотивима од сепулкралне пластике из римског периода.